# Nabari

Nabari (名張市 Nabari-shi?) este un municipiu din Japonia, prefectura Mie.